# Medellin (Cebu)
Medellin è una municipalità di terza classe delle Filippine, situata nella Provincia di Cebu, nella Regione del Visayas Centrale.
Medellin è formata da 19 baranggay:
- Antipolo
- Canhabagat
- Caputatan Norte
- Caputatan Sur
- Curva
- Daanlungsod
- Dalingding Sur
- Dayhagon
- Don Virgilio Gonzales
- Gibitngil
- Kawit
- Lamintak Norte
- Lamintak Sur
- Luy-a
- Maharuhay
- Mahawak
- Panugnawan
- Poblacion
- Tindog